# یواسپلش
یواسپلش (به انگلیسی: Usplash) یک پروژه نرم‌افزاری در اجتماع اوبونتو است.   از نظر تاریخی، پیمایش متن در «حالت دراز» عموماً در رایانه‌های لینوکس هنگام راه‌اندازی مشاهده می‌شود. یواسپلش صفحه‌های پیمایش متن را با یک صفحه اسپلش، یک تصویر که هنگام بارگذاری برنامه یا بازی نمایش داده می‌شود جایگزین می‌کند. یواسپلش جهت جایگزین بوت‌اسپلش شدن طراحی شده است، که همان کار را در سطح فضای هسته انجام می‌دهد. چونکه یواسپلش در فضای کاربری عمل می‌کند، می‌تواند بدون کامپایل مجدد هسته بروزرسانی شود.
یواسپلش از رابط فریم‌بافر لینوکس، یا متناوباً، دسترسی مستقیم ویسا برای نمایشِ صفحهٔ اسپلش استفاده می‌کند.
در اوبونتو ۹٫۱۰ (کوآلای کارمیک)، یواسپلش فقط در مراحل مقدماتی راه‌اندازی، که پس از آن اکس‌اسپلش عمل می‌کند استفاده شده است. در اوبونتو ۱۰٫۰۴ ال‌تی‌اس (سیاه‌گوش درخشان)، یواسپلش به‌طور کامل با پلیموث جایگزین شده بود.